# Meridiano 106 oeste
El meridiano 106 oeste de Greenwich es una línea de longitud que se extiende desde el Polo Norte atravesando el Océano Ártico, América del Norte, el Océano Pacífico, el Océano Antártico y la Antártida hasta el Polo Sur.
El meridiano 106 oeste forma un gran círculo con el meridiano 74 este.
Comenzando en el Polo Norte y dirigiéndose hacia el Polo Sur, el meridiano 106 oeste pasa a través de:
| Coordenadas                         | País, territorio o mar | Notas                                                          |
| ----------------------------------- | ---------------------- | -------------------------------------------------------------- |
| 90°0′N 106°0′O / 90.000, -106.000   | Océano Ártico          |                                                                |
| 78°10′N 106°0′O / 78.167, -106.000  | Maclean Strait         |                                                                |
| 77°45′N 106°0′O / 77.750, -106.000  | Canadá                 | Nunavut - Isla Lougheed                                        |
| 77°41′N 106°0′O / 77.683, -106.000  | Byam Martin Channel    |                                                                |
| 76°1′N 106°0′O / 76.017, -106.000   | Canadá                 | Nunavut - Isla Melville                                        |
| 75°3′N 106°0′O / 75.050, -106.000   | Canal de Parry         | Viscount Melville Sound                                        |
| 73°44′N 106°0′O / 73.733, -106.000  | Canadá                 | Nunavut - Isla Stefansson, Isla Victoria y las Islas Finlayson |
| 69°6′N 106°0′O / 69.100, -106.000   | Estrecho de Dease      |                                                                |
| 68°54′N 106°0′O / 68.900, -106.000  | Canadá                 | Nunavut Territorios del Noroeste Saskatchewan                  |
| 49°0′N 106°0′O / 49.000, -106.000   | Estados Unidos         | Montana Wyoming Colorado Nuevo México Texas                    |
| 31°23′N 106°0′O / 31.383, -106.000  | México                 | Chihuahua Durango Sinaloa                                      |
| 22°48′N 106°0′O / 22.800, -106.000  | Océano Pacífico        |                                                                |
| 60°0′S 106°0′O / -60.000, -106.000  | Océano Antártico       |                                                                |
| 75°15′S 106°0′O / -75.250, -106.000 | Antártida              | Territorio no reclamado                                        |